# Вилла Адриана
Ви́лла Адриа́на (итал. Villa Adriana) — разрушенная императорская вилла в Тиволи близ Рима, откуда император Адриан правил Римской империей на закате своей жизни.
В состав виллы входило около тридцати зданий, разбросанных по площади в один квадратный километр. Известно, что император дал им названия в честь тех городов империи, в которых он побывал. Систематические раскопки на вилле никогда толком не велись, однако именно отсюда происходят некоторые из наиболее знаменитых античных статуй: Дискобол, Диана Версальская, Капитолийский Антиной, Капитолийские Кентавры и т. д. Немало мраморных колонн было вывезено с виллы по приказу Ипполито д’Эсте для строительства его собственной виллы в Тиволи.
Несмотря на ухудшающееся с каждым годом состояние руин, ЮНЕСКО посчитало возможным внести виллу Адриана в число памятников Всемирного наследия как наиболее сохранившийся образчик императорской виллы и александрийского сада, типичного для Рима времён империи.

## История
Вилла была построена между 118 и 134 годами на краю известняковой террасы, тянущейся от Тибуртинских гор до римской равнины. На сегодняшний день сохранилась лишь пятая часть из 300 гектаров первоначальной площади виллы. Строительство и последующее обслуживание были настолько масштабными, что соседний город Тибур испытал демографический и экономический подъём.

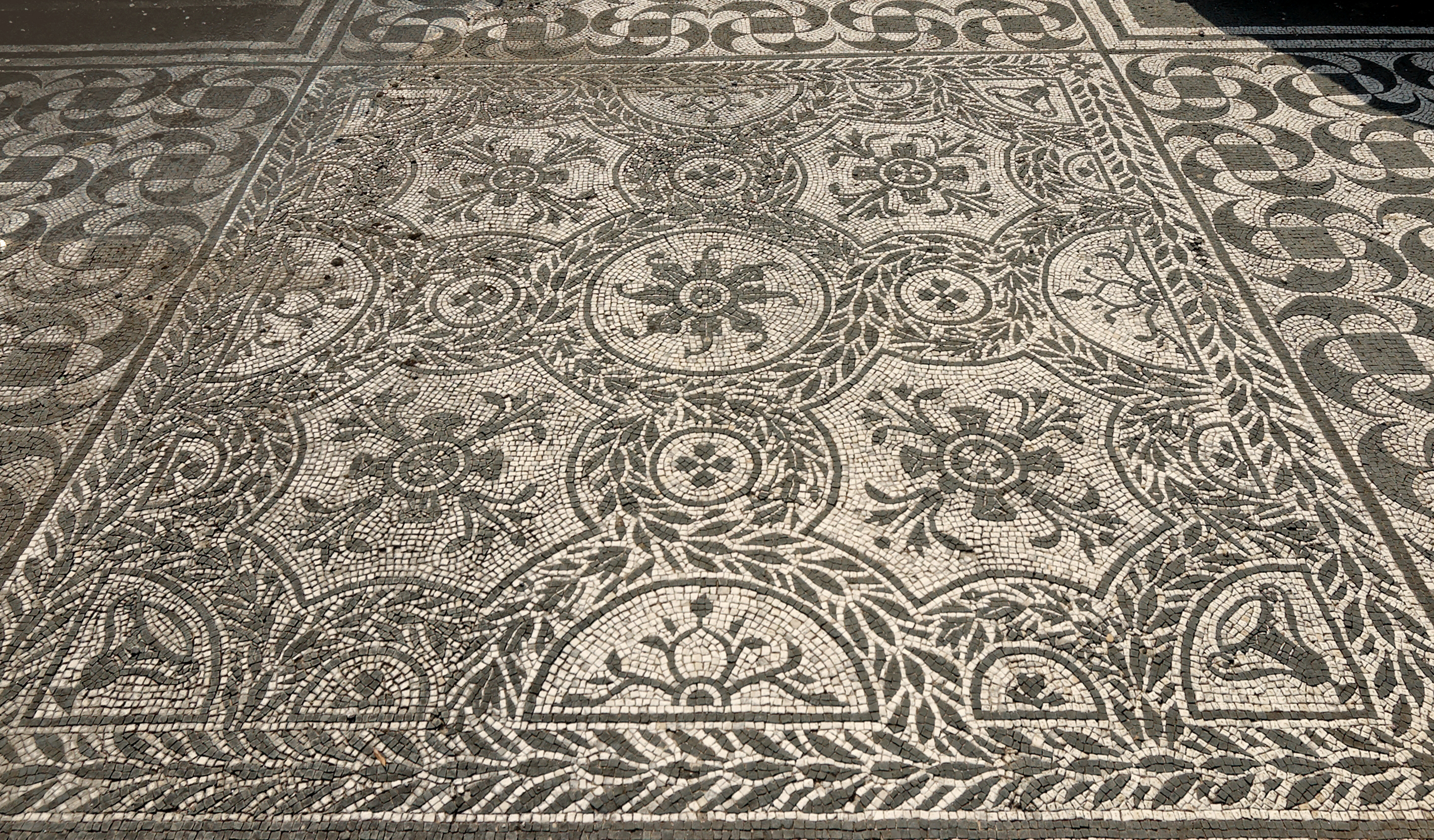
Мозаика из виллы Адриана

Вилла построена в соответствии с римской архитектурной традицией, когда художественная тонкость исполнения гармонично сочетается с окружающим пейзажем. Названия многих частей виллы даны императором Адрианом в честь наиболее запомнившихся ему мест Римской империи. Их перечень помещён в книге «Августовская история» Элио Спарциано. Однако только Канопа может быть достоверно опознана, а все другие соответствия придуманы в более позднее время.
Семья Адриана и его преемники продолжали пользоваться виллой в качестве летней резиденции, но впоследствии практически забыли о ней. В конце III века Диоклетиан отреставрировал виллу, а позднее, согласно некоторым источникам, Константин I Великий вывез оттуда множество художественных произведений для украшения Константинополя. Затем последовал период запущенности. В VI веке здесь разбивали лагеря армии готов и византийцев. Разрушения и расхищения продолжались до первых археологических раскопок в XVI веке, когда были найдены около 300 шедевров, находящихся сейчас в музеях всего мира.

## Основные сооружения
| Сооружение | Фотография |
| --- | ---------- |
| Пойкиле (печиле) — огромная прямоугольная площадь размером 232×97 м с озером в центре, ограниченная 9-метровым укреплением, завершавшимся двусторонними портиками. В настоящее время сохранились только остатки стен; сами портики разрушены. Существует предположение, что на месте озера мог быть и ипподром. |            |
| Ченто камерелле («сто комнатушек») — маленькие помещения для рабов, примыкающие к Печиле. |            |
| Здание с тремя экседрами — примыкающее к Пойкиле здание в форме трилистника, чьё первоначальное предназначение остаётся неизвестным. |            |
| Малые термы — бани, по всей видимости, предназначавшиеся для женщин. В них присутствуют типичные для римских терм фригидарий для холодных, калидарий для горячих и тепидарий для тёплых ванн. Последний находился в восьмиугольной комнате, накрытой когда-то куполом диаметром в 10,5 м. В малых термах был и бассейн с мраморными ступеньками и небольшие комнаты для потения, массажей, гимнастики и отдыха. |            |
| Большие термы — бани для мужчин, отделённые от малых служебным двориком. Обширную прямоугольную площадь на заднем плане занимала палестра для упражнений на открытом воздухе, рядом находился сферистерий — закрытое помещение для игры в мяч. В центре соседней прямоугольной комнаты была раздевалка с выходом в калидарий. Ближе к малым термам были тепидарий и лаконикум (сауна с горячим воздухом) в виде круглого зала с апсидой. Позади располагался фригидарий. В различных частях терм видны следы сети отопления двойного типа: влажное на основе горячей воды и паров, производимых большими котлами, и сухое на основе горячего воздуха от дровяных печей. И пар, и подогретый воздух циркулировали в специальных помещениях с двойным дном и по тонким каналам внутри стен. |            |
| Вестибюль — остатки здания неизвестного назначения рядом с термами. |            |
| Канопа — водоём размерами 119×18 м в долине между возвышенностями, укреплёнными опорными конструкциями. Это сооружение напоминает египетское поселение около современного Абукира, известное в древности своей роскошью. Там утонул фаворит Адриана Антиной. Вдоль длинной стороны водоёма помещены слепки четырёх кариатид (копии статуй из Эрехтейона) и двух силенов. |            |
| Музей Канопы расположен в древних зданиях tabernae (лавки, трактиры), которые ограничивали справа долину Канопы. В музее выставлены 4 кариатид, 2 носителя корзин, статуи Марса, Меркурия и Венеры, а также римские копии с греческих оригиналов: Амазонка Фидия, Амазонка Поликлета, Нил и Тибр, крокодил из мрамора, мужские мраморные бюсты, колонны и столбы, копия Венеры Книдской. |            |
| Претория — огромный комплекс в несколько этажей, предназначавшийся для обслуживания. Он находится слева от Канопы и является одним из лучше всего сохранившихся зданий виллы Адриана. |            |
| Золотая площадь — большой атрий в северо-восточной части виллы, почти квадратной формы размером 51×61 м с двойным портиком, состоящим в открытой части из 60 гранитных и мраморных с прожилками колонн. На задней стороне портика их дополняли кирпичные покрытые стукко полуколонны. На юго-западной стороне находился восьмиугольный имперский зал с переменными вогнуто-выпуклыми стенами. На северо-западной стороне находится восьмиугольный вестибюль с полукруглыми и прямоугольными нишами в стенах. Довольно хорошо сохранился парусный купол на восьми колоннах с центральным окном. В небольшом побочном помещении вестибюля сохранились половые мозаики. |            |
| Четырёхсторонний портик с рыбным прудом на склоне холма. В задней стене пруда были выбиты ниши для рыбаков. На передней стене открывались большие панорамные террасы на обширную равнину. |            |
| Нимфей — пространство прямоугольной формы между портиком и печиле, ранее считавшееся стадионом. |            |
| Казарма охранников — небольшое помещение между портиком и летним триклинием. |            |
| Зал дорийских пилястров предназначался, скорее всего, для судебной администрации. |            |
| Нимфей — пространство между Золотой площадью и частной библиотекой. |            |
| Дворцовый перистиль здание неясного назначения, большая часть которого до сих пор находится под землёй. |            |
| Летний триклиний |            |
| Частная библиотека |            |
| Зал в три нефа |            |
| Крытая галерея — часть огромной сети подземных туннелей, использовавшихся для обслуживания виллы. |            |
| Термы с солнечным отоплением — баня в виде большой угловой круглой комнаты с широкой ванной и пятью окнами на юго-западной стене. |            |
| Библиотечный двор размером 65×52 м. |            |
| Гостеприимный двор состоявший из десятка спален для приёма преторианцев. |            |
| Триклиний |            |
| Павильон Темпе — большая панорамная терраса. |            |
| Греческая библиотека |            |
| Римская библиотека |            |
| Островная вилла — кольцевой канал, окружающий круглый остров с маленькой виллой, которая состояла из комнат вокруг дворика с колоннадой и рельефным фонтаном. Вокруг канала расположена кольцеобразная арочная галерея, ограниченная цилиндрической стеной, вдоль которой идут 40 ионических колонн. Изначально на остров вели два деревянных подъёмных моста, управляемых только изнутри. Сейчас они заменены кирпичными мостами. Раньше Островную виллу называли Морским театром. |            |
| Зал философов |            |
| Башня Роккабруна (башня коричневой крепости) |            |
| Храм Аполлона |            |
| Академия |            |
| Круглый храм частично воссоздан в 1958 году из обломков. В центре стоит слепок римской копии Венеры Книдской, хранящейся в музее Канопы. |            |
| Палестра |            |
| Греческий театр с сохранившимися частями партера и просцениума. |            |

## В искусстве
- На Вилле Адриана проходили съёмки фильма «Новости о раскопках» (2010).
- В телесериале "Траст" (2018) на Вилле Адриана снята важная встреча между нефтяным магнатом Джоном Полом Гетти и главой итальянской мафии.